# 反對逃犯條例修訂草案運動公眾行動列表
反對逃犯條例修訂草案運動公眾行動列表记录反對逃犯條例修訂草案運動中的反修例方发起之游行、集会、其他形式的示威活動，以及运动中的民间冲突。2019年9月4日，林鄭月娥於下午宣佈將於立法會復會後，動議撤回逃犯條例修訂草案。自3月31日運動爆發以來至政府宣佈動議正式撤回，歷經158日。而草案亦於2019年10月23日在立法會正式撤回，歷經207日。踏入2020年後，政府尚未答應落實民間提倡的「五大訴求」且環球各地爭取「五大訴求」之示威尚未停止，故運動尚未結束。但是，目前因為受到2019冠狀病毒病香港疫情的影響，2020年後街頭示威的力度開始下降。而2020年7月1日《港區國安法》生效後，政府透過拘捕、檢控等方法打壓運動參與者，使得運動目前逐漸化整為零、趨向地下化。

## 公眾行動列表
查閱2019年3月15日至2019年12月31日的公眾行動請參考：
- 反對逃犯條例修訂草案運動公眾行動列表 (2019年)

查閱2020年的公眾行動請參考：
- 反對逃犯條例修訂草案運動公眾行動列表 (2020年)

查閱2021年的公眾行動請參考：
- 反對逃犯條例修訂草案運動公眾行動列表 (2021年)

查閱2022年的公眾行動請參考：
- 反對逃犯條例修訂草案運動公眾行動列表 (2022年)

查閱2023年至今的公眾行動請參考：
- 反對逃犯條例修訂草案運動公眾行動列表 (2023年)

## 反修例遊行數據
| 反修例運動民陣遊行和大型集會的參加人數 |
| 各區反修例運動期間遊行的參加人數       |
| 全港反送中聯盟遊行和集會的參加人數     |

## 外部連結
- 有線新聞YouTube頁面－香港反對逃犯條例修訂草案運動相關影片（页面存档备份，存于）